# Sarandí Grande
Sarandí Grande – miasto w departamencie Florida w Urugwaju. Leży na przecięciu dróg krajowych: Ruta 5 z Ruta 42, około 140 kilometrów (87 mil) od Montevideo, 43 kilometrów (27 mil) na północny zachód od Florydy, stolicy departamentu, i 43 kilometrów (27 mil) na południe od Durazno. Sarandí Grande prawa miejskie otrzymało 1 lipca 1953 roku.

## Ludność
W 2004 roku w Sarandí Grande mieszkało 6 362 osób. Jest drugim co do wielkości miastem departamentu.
| Rok  | Populacja |
| ---- | --------- |
| 1963 | 5 294     |
| 1975 | 5 545     |
| 1985 | 5 379     |
| 1996 | 5 635     |
| 2004 | 6 362     |

Źródło: Instituto Nacional de Estadística de Uruguay.